# サカタザメ
サカタザメ（坂田鮫、学名: Rhinobatos schlegelii）は、ノコギリエイ目サカタザメ科サカタザメ属に分類されるエイ。

## 分布
大韓民国、中華人民共和国、台湾、朝鮮民主主義人民共和国、日本。

## 形態
三角形に突出した吻を有する。前方に延びた胸びれと吻が融合し体板を形成する。胸びれの後縁と腹びれの前縁は密接する。第一背びれの基部が腹びれよりもかなり後方にあることで、他属と識別できる。他のエイ同様に体は扁平であり、長い尾部を有する。上面から見ると、菱形の体に尾がついたような姿をしており、サカタザメ科の仲間はこの外見上の特徴からギターフィッシュ（guitarfish）の英名を持つ。

## 生態
近海の砂底に生息し、冬場はやや深い場所に移動する。卵胎生で、6月頃6-10尾ほどの胎児を産む。

## 別名
サカタエイ（和歌山県）、サカタ（関西・長崎県）、スキ（関西・鳥羽市）、スキサキ（高知県・宇和島市・小野田市・島根県）、コオト（松山市）、カイメ（福岡県）、トオバ（東京都）など

## 人間との関係
本種の分布域は漁業が盛んで大韓民国・中華人民共和国・日本のEEZ内でのエイ・サメ類の漁獲量および台湾のEEZ内でのサメ類の漁獲量が、資源量枯渇に伴い1950年代と比較して激減していることから、本種の生息数も減少していると考えられている。沿岸部に生息するため、埋め立てなどによるマングローブ林の破壊による影響も懸念されている。
底引網で漁獲される。魚肉練り製品の原料のほか、ふかひれとしても利用される。鮮魚は関西では刺身にもされる。湯引きや洗いにして酢味噌でも食される。